# ユスティン・オヘニア
ユスティン・オヘニア（ジャスティン・オヘーニア、Justin Ogenia、1999年2月5日）は、オランダ・ヘルモント出身のサッカー選手。FCアイントホーフェン所属。ポジションはDF。

## プロ経歴
2019年3月2日、ヴィレムIIと自身初のプロ契約を結んだ。同年9月1日、エールディヴィジのフェイエノールト戦でトップチームデビューを果たした 。

## 代表経歴
2016年、CONCACAF U-20選手権2017予選を戦うU-20キュラソー代表に招集された。